# Never Be Lonely
Never Be Lonely (englisch für „Sei niemals einsam“) ist ein Lied des britischen DJs Jax Jones aus dem Jahr 2024, in Zusammenarbeit mit der deutschen Popsängerin Zoe Wees.

## Entstehung und Artwork
Geschrieben wurde das Lied gemeinsam von Sophie Cooke, Tom Demac, Rebecca Hill (Becky Hill), Timucin Lam, Mark Ralph und Ina Wroldsen. Demac und Ralph zeichneten darüber hinaus, zusammen mit dem Koproduzenten Neave Applebaum und dem Interpreten Timucin Aluo (Jax Jones), für die Produktion verantwortlich, wobei Ralph hauptsächlich für die Produktion des Gesangs zuständig war. Die Instrumentierung durch Keyboards und Streichinstrumente sowie die Programmierung erfolgten ebenfalls unter der Leitung von Demac. Für die Abmischung und das Mastering zeichnete Wired Masters in London zuständig, unter der Leitung von Kevin Grainger.
Das Frontcover der Single stellt einen Pappschuber dar. In diesem ist eine CD, auf dieser wiederum die Interpretenangabe und der Titel zu finden sind. Auf dem Pappschuber befindet sich die Werbeaufschrift „Proper Banger“ (englisch für „Richtiger Knaller“) sowie ein Stempel mit dem Logo von Jax Jones.

## Veröffentlichung und Promotion
Die Erstveröffentlichung von Never Be Lonely erfolgte als Single am 9. Februar 2024. Diese erschien als Einzeltrack zum Download und Streaming bei Polydor (Katalognummer: 00602465126150). Der Vertrieb erfolgte durch Universal Music, verlegt wurde das Lied durch Warner/Chappell Music, als Subverlag fungierte der Neue Welt Musikverlag. Am gleichen Tag erschien ebenfalls eine erweiterte Fassung des Titels als digitaler Einzeltrack. Einen Monat später erschien ein Remix der deutschen Danceband Cascada als Einzeltrack-Single am 8. März 2024.

## Inhalt
Der Liedtext zu Never Be Lonely ist in englischer Sprache verfasst; der Titel bedeutet ins Deutsche übersetzt „Sei niemals einsam“. Die Musik und der Text wurden gemeinsam von Sophie Cooke, Tom Demac, Becky Hill, Timucin Lam, Mark Ralph und Ina Wroldsen verfasst beziehungsweise komponiert. Musikalisch bewegt sich das Lied in den Bereichen der elektronischen Musik und der Popmusik, stilistisch in den Bereichen des Dance-Pop und House. Das Tempo beträgt 132 Schläge pro Minute. Die Grundtonart ist es-Moll.
Inhaltlich handelt es sich bei Never Be Lonely um einen Titel über Freundschaft, in dem der Protagonist verspricht, seinen gegenüber nie wieder alleine zu lassen („You will never be lonely again“) und diesen unter anderem fragt, wie es sich anfühle, nicht mehr alleine sein zu müssen („So tell me how it feels to know that I’ll never leave you alone“). Jones selbst sagte dazu: „Die Zusammenarbeit mit Pikachu und Wees ist wie ein wahr gewordener Traum. Never Be Lonely ist eine akustische Reise ins Herz der Musik und Freundschaft!“ Wees wiederum beschrieb das Lied und die Zusammenarbeit mit den Worten: „Die Arbeit mit Jones war eine absolute Freude. Never Be Lonely ist ein Zeugnis für die Kraft der Einheit durch Musik und ich bin begeistert, Teil dieser magischen Erfahrung zu sein“.
Aufgebaut ist das Lied auf einem Intro, zwei Strophen und einem Refrain. Es beginnt mit dem Intro, das lediglich aus der Zeile „What you, what you gon’ do?“ (englisch für „Was wirst du tun?“) besteht. Darauf folgt die erste Strophe, die als Vierzeiler verfasst wurde. An diese schließt sich erstmals der Refrain an, dessen Hauptteil sich ebenfalls aus vier Zeilen zusammensetzt. Dieser klingt mit dem Postchorus aus, der lediglich die Refrainzeile „So tell me how it feels“ wiederholt. Im Anschluss an den Postchorus setzt die zweite Strophe ein, die auch als Vierzeiler geschrieben wurde. An diese schließt zunächst der Prechorus an, ehe erneut der Hauptteil des Refrains mit seinem Postchorus einsetzt. Nach dem zweiten Postchorus endet das Lied mit einer Wiederholung des Prechorus. Der Gesang während des gesamten Liedes stammt von Zoe Wees, Jax Jones wirkte lediglich an der Studioarbeit mit.
| „So tell me how it feels to know that I’ll never leave you alone. To know that you’ve got the freedom to choose. You will never be lonely again and again and again. So tell me how it feels.“ – Refrain, Originalauszug | „Also sag mir, wie es sich anfühlt, zu wissen, dass ich dich nie allein lassen werde. Zu wissen, dass du die Freiheit hast zu wählen. Du wirst nie wieder und wiedеr und wieder einsam sеin. Also sag mir, wie es sich anfühlt.“ – Refrain, Übersetzung |

## Musikvideo
Das Musikvideo zu Never Be Lonely feierte seine Premiere am Tag der Singleveröffentlichung auf der Videoplattform YouTube. Es zeigt die beiden Interpreten bei einem Liveauftritt in einem schwebenden Stadion, welches sich im Universum befindet. Während des Auftritts erwacht ein Pikachu, aufgrund eines Lichtstrahles, in einer Stadt. Dieses wird durch den Lichtstrahl ins Stadion gehoben und tanzt fortan mit Jax Jones und Zoe Wees auf der Bühne. Die Gesamtlänge des Videos beträgt 2:26 Minuten. Regie führte der britische Filmemacher KC Locke. Bis Juni 2024 zählte das Musikvideo über 8,6 Millionen Aufrufe bei YouTube. Auf seinen Social-Media-Kanälen gab Jax Jones an, dass es sein bis dato teuerstes Musikvideo und ein Auftritt mit Pikachu seine Fantasie gewesen sei.

## Mitwirkende
| Liedproduktion - Timucin Aluo (Jax Jones): Musikproduktion - Neave Applebaum: Musikproduktion - Sophie Cooke: Komposition, Liedtext - Tom Demac: Keyboard, Komposition, Liedtext, Musikproduktion, Programmierung, Streichinstrumente - Kevin Grainger: Abmischung, Mastering - Rebecca Hill (Becky Hill): Komposition, Liedtext - Timucin Lam: Komposition, Liedtext - Mark Ralph: Komposition, Liedtext, Musikproduktion - Zoe Wees: Gesang - Ina Wroldsen: Komposition, Liedtext | Unternehmen - Neue Welt Musikverlag: Subverlag - Polydor: Musiklabel - Universal Music: Vertrieb - Warner/Chappell Music: Musikverlag Musikvideo - KC Locke: Regie - Jamil Shaukat: Schnitt - Stefan Yap: Kamera |

## Rezensionen
Daniel Vogrin von 1 Live ist der Meinung, dass das Gefühl nie wieder einsam zu sein, durch Jax Jones und Zoe Wees eine eigene EDM-Hymne bekommen hätte und das Wees dafür ihre Komfortzone verlassen habe. Jones’ Sound zeige, dass Wees’ Stimme auch bei leichten Themen und auf dem Dancefloor funktioniere.
Die Redaktion von Radio WMW beschrieb Never Be Lonely als ungewohnte Kollaboration, die viel verspreche.
Radio NRJ beschrieb Jax Jones und Zoe Wees als zwei Größen aus dem Popbusiness und Never Be Lonely als perfekten Dance-Track fürs Wochenende.

## Kommerzieller Erfolg

### Chartplatzierungen
Never Be Lonely verfehlte nach seiner Erstveröffentlichung zunächst den Einstieg in die Singlecharts, konnte sich jedoch am 21. März 2024 erstmals auf Rang 86 der britischen Charts platzieren. Seine beste Platzierung erreichte das Lied drei Wochen später mit Rang 41. Die Single konnte sich zehn Wochen am Stück in den Top 100 platzieren, letztmals am 17. Mai 2024.
Obwohl das Lied am 27. März 2024 Rang 94 der deutschen Midweekcharts belegte, gelang der Einstieg in die Singlecharts nicht, allerdings belegte es Rang zwei der Single-Trend-Charts vom 29. März 2024. In der Folgewoche gelang der Sprung auf Rang 99 der Singlecharts. Seine beste Platzierung erreichte das Lied mit Rang 44 am 10. Mai 2024, insgesamt platzierte es sich 13 Wochen am Stück in den Top 100, letztmals in der Chartwoche vom 19. Juli 2024. Darüber hinaus belegte das Lied je den zweiten Rang der deutschen  Airplaycharts und New Entry Airplaycharts, wo es sich beide Male lediglich Texas Hold’em von Beyoncé geschlagen geben musste sowie Rang elf der Dancecharts. 2024 belegte Never Be Lonely Rang 19 der deutschen Airplay-Jahrescharts.
Für Jax Jones als Interpret avancierte Never Be Lonely zum 21. Charthit im Vereinigten Königreich sowie zum zehnten in Deutschland. Zoe Wees erreichte als Interpretin zum sechsten Mal die deutschen Singlecharts sowie nach All I Want (For Christmas) (2022) zum zweiten Mal die britischen Singlecharts. Im Vereinigten Königreich erzielte sie hiermit ihre bis dato beste Platzierung sowie den erfolgreichsten Dauerbrenner. Es ist nach vier Monaten die erste Single mit deutscher Beteiligung, die wieder die britischen Charts erreichte, zuletzt gelang dies Kim Petras mit When We Were Young im Oktober 2023.
| ChartsChartplatzierungen     | Höchstplatzierung | Wochen |
| ---------------------------- | ----------------- | ------ |
| Deutschland (GfK)            | 44 (13 Wo.)       | 13     |
| Vereinigtes Königreich (OCC) | 41 (10 Wo.)       | 10     |

### Auszeichnungen für Musikverkäufe
| Land/Region                  | Auszeichnungen für Musikverkäufe (Land/Region, Auszeichnung, Verkäufe) | Verkäufe |
| ---------------------------- | ---------------------------------------------------------------------- | -------- |
| Polen (ZPAV)                 | Platin                                                                 | 50.000   |
| Vereinigtes Königreich (BPI) | Silber                                                                 | 200.000  |
| Insgesamt                    | 1× Silber · 1× Platin ·                                                | 250.000  |

Hauptartikel: Jax Jones/Auszeichnungen für Musikverkäufe